# Teresa Lonero
Rosalba Teresa Lonero, detta Calimero (Ostia, 17 ottobre 1955), è un'ex calciatrice italiana di ruolo centrocampista.
Ha giocato in Serie A con la Roma, la Jolly Catania, il Trani e il Cagliari.

## Palmarès
- Campionato italiano: 1

Jolly Catania: 1978